# Pozyskiwanie leadów
Uzasadnienie:  to nie jest encyklopedyczne na osobny artykuł, artykuł jest krótki i świetnie nada się na połączenie z powyższym (jeszcze krótszym) artykułem, podobnie jak Pozyskiwanie leadów online
Pozyskiwanie leadów (ang. lead generation) w marketingu to generowanie zainteresowania lub zapytań o oferty produktów i usług w biznesie. Leady mogą być tworzone w celu budowania list potencjalnych klientów, pozyskiwania subskrybentów newsletterów lub jako leady sprzedażowe.
Proces pozyskiwania leadów ma na celu konwersję zainteresowania klientów na decyzje zakupowe. Wśród źródeł pozyskiwania leadów można wymienić m.in. działania w internecie, rozmowy telefoniczne, wydarzenia, polecenia i ogłoszenia. Jak pokazuje badanie przeprowadzone w 2014 roku, 78% respondentów wskazywało e-maile jako najczęściej używany kanał do pozyskiwania leadów, na kolejnych miejscach wskazywany był event marketing oraz content marketing. Inne badanie z 2014 roku potwierdziło, że „direct traffic”, działania w wyszukiwarkach (SE) oraz polecenia w sieci były trzema najbardziej popularnymi kanałami pozyskiwania leadów online, dzięki którym wygenerowano 93% leadów.
Metodę pozyskiwania leadów determinuje branża, z której pochodzi idealny dla firmy lead. Sposób generowania potencjalnego klienta będzie się różnić dla branży IT, a branży motoryzacyjnej. Do głównych metod zalicza się: cold mailing, telemarketing, kampanie płatne za klik w serwisach społecznościowych (Facebook, Google, LinkedIn), sieć afiliacyjna, sieć partnerska, content marketing, ankiety i quizy. W internecie leady najczęściej pozyskuje się za pomocą strony squeeze page (landing page), na której w zamian za podanie danych kontaktowych (imię i nazwisko, adres e-mail, numer telefonu kontaktowego) firmy oferują tzw. lead magnet.
Lead magnet jest nagrodą za pozostawienie leada, najczęściej występuje jako: plik do pobrania (np. e-book), dostęp do materiałów video, zaproszenie na event lub webinar, infografika, członkostwo w zamkniętej grupie.
Leady mogą być również pozyskiwane bezpośrednio w mediach społecznościowych (np. Facebook) za pomocą narzędzi typu Lead Ads. Metoda ta zyskuje ostatnio na popularności ze względu na relatywnie niższy koszt pozyskania leada, niż w przypadku korzystania z landing page.
Koszt pozyskania leada zależy od jego klasyfikacji (jakości). Firmy generujące leady dzielą potencjalnych klientów na trzy grupy: A, B i C lub gorący lead (ang. hot lead), ciepły lead (ang. warm lead) oraz zimny lead (ang. cold lead). Podział uzależniony jest od stopnia gotowości zakupowej oraz skłonności składającego zapytanie do podjęcia kolejnych kroków przybliżających do zawarcia transakcji.
Pozyskiwanie leadów jest często łączone z zarządzaniem leadami (ang. lead management) niezbędnymi do przeprowadzenia ich przez lejek sprzedażowy i doprowadzenia do finalizacji transakcji.